# Електролит
Електролитите са вещества с йонна или силно полярна ковалентна химична връзка, които във воден разтвор или в стопилка се дисоциират на йони. Разтворите им показват значително отклонение от законите за разредени разтвори на Раул, Бекман и Ван Хоф. Електролити са киселините, основите и солите.
Понятието електролит е въведено от Фарадей, който определя електролитите като вещества, чиито водни разтвори провеждат електричен ток.

## Свойства
Разтворите на електролитите притежават йонна проводимост, поради това, че се дисоциират на катиони и аниони. В зависимост на степента на дисоциация се различават силни и слаби електролити. Във вода силните електролити се дисоциират напълно на йони, затова разтворите им притежават голяма проводимост. Слабите електролити, обратно на тях, се дисоциират незначително, поради което електропроводимостта на разтворите им е малка, но значително по-голяма от тази на неелектролитите.
Класификацията на електролитите на силни и слаби, а също на неелектролити и електролити, е свързана до голяма степен с електропроводимостта на водните им разтвори. В този смисъл определянето на електролитите като силни и слаби не зависи от свойствата на самото вещество, а от отнасянията му във воден разтвор.

## Видове електролити
Съществуват три вида електролити – киселини, основи и соли. Различните теории в киселинно-основната химия определят различни видове електролити – според теориите на Арениус, Брьостед–Лоури и Люис.

## Физиологично значение
В областта на физиологията, основните йони на електролити са натрий (Na+), калий (К+), калций (Са2+), магнезий (Mg2+), хлорид (CI-), хидрогенфосфат (HPO42−), и хидрогенкарбонат (HCO3-).